# De Hoop (Wervershoof)
De Hoop is een achtkante stellingmolen in de Nederlandse plaats Wervershoof, gemeente Medemblik.
Op de plek van de huidige molen stond in 1630 al een molen. In ieder geval in 1830 was het al een bovenkruier. Deze molen is in 1889 vervangen door de huidige molen, omdat de oude molen te klein was. Voor dit doel werd in 1888 molen nr. 3 van de Binnendijkse Buitenveldertsepolder in de toenmalige gemeente Nieuwer-Amstel aangekocht.
In 1955 is de molen uitgerust met een installatie om elektriciteit op te wekken, maar de molen bleef ook graan malen. In 1965 kwam de molen buiten bedrijf. In 1971 nam de gemeente de in verval geraakte molen over, om hem in 1973 te restaureren. De molen werd in 1977 verhuurd aan Stichting Molen de Hoop Wervershoof die er een succesvol maalbedrijf wist te vestigen. Dat bedrijf ging in 2001 echter failliet. Tegenwoordig is de molen op vrijwillige basis weer in herstel.
Eind 2006 trof het noodlot de molen. Doordat de vang van de haak viel stopte de molen abrupt en brak de bovenas. Omdat dit mede geweten werd aan de sterke remkracht van de stalen bandvang is deze vervangen door een houten blokvang. Sinds 2008 draait de molen weer met een nieuwe bovenas. De gebroken roe kon worden hersteld.
De molen werd in 2010 gekozen tot de 'Mooiste molen van Noord-Holland', een wedstrijd die gehouden werd door het Noordhollands Dagblad.
Sinds april 2013 huisvest de molen een museum, gewijd aan de sportverslaggever Theo Koomen, die in Wervershoof geboren is en er begraven ligt.
De molen is een officiële trouwlocatie van de gemeente Medemblik.

## Foto's

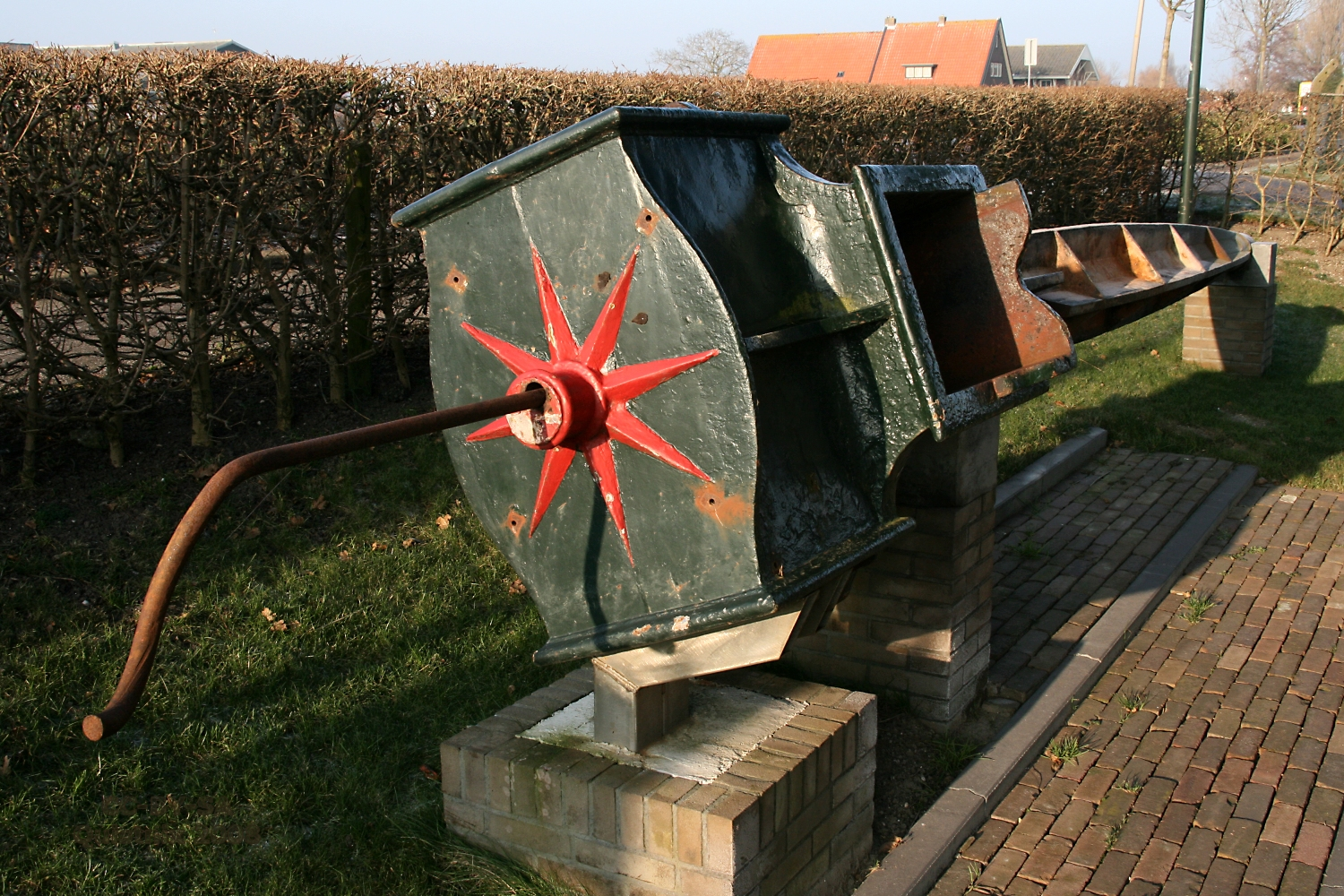
De gebroken bovenas